# Teuvo Laukkanen
Pour les articles homonymes, voir Laukkanen.
Teuvo Laukkanen (16 juillet 1919 – 14 mai 2011) est un ancien fondeur finlandais.

## Jeux olympiques
- Jeux olympiques d'hiver de 1948 à Saint-Moritz 
  -  Médaille d'argent en relais 4 × 10 km.